# Château de Châteaubrun
Le château de Châteaubrun est un ancien château fort, dont l'origine pourrait remonter à la fin du XIIe siècle, de nos jours en ruine, dont les vestiges se dressent sur la commune française de Cuzion dans le département de l'Indre, en région Centre-Val de Loire.

## Localisation
Les vestiges du château de Châteaubrun occupent l'extrémité d'un éperon détaché du plateau de Cuzion, dominant la Creuse, à 1,4 kilomètre au sud-sud-est de la commune de Cuzion, dans le département français de l'Indre.

## Histoire
Au Moyen Âge, il marquait la limite de la châtellenie de Gargilesse avec celle de Crozant.
Cette construction tardive des Naillac n'est attestée qu'à partir du règne (1285-1314) de Philippe le Bel. Cependant, une tradition attribue la construction de la forteresse à Hugues le Brun, sire de Lusignan, comte de la Marche de 1180 à 1208.
Antoine de Forges, vécut dans le vieux château de Châteaubrun en ruines et inspira à George Sand, son roman Le Péché de Monsieur Antoine, dont une partie de l'action se passe dans le château de Châteaubrun.
Le château est aujourd'hui en cours de restauration. Le sculpteur et potier Guy Baudat y présente des œuvres monumentales.
Le château fait l'objet d'une inscription au titre des monuments historiques par arrêté du 27 mars 1926.

## Description
À la Révolution, la place présentait un fossé cerné d'une enceinte complétée d'ouvrages avancés. Un pont-levis accédait à une porte ogivale à double herse, défendue par une tour à mâchicoulis et meurtrières.
Dans la cour s'élève le donjon, qui semble dater du XIVe siècle,, grosse tour circulaire, de sept étages dont l'accès se fait à plusieurs mètres au-dessus du sol. Le logis seigneurial carré était flanqué d'une échauguette ronde à chaque angle et occupait la partie sud de l'enceinte. L'intérieur s'ornait de peintures murales. Des communs étaient adossés à l'enceinte.

## Visite
Le château se visite aux Journées du Patrimoine.
Des visites durant l'été sont organisées par l'Office de tourisme d'Éguzon.